# 明報校園記者
明報校園記者  （簡稱校記）爲明報校園記者計劃旗下成員，每年有超過400位對傳媒工作有濃厚興趣的香港高中學生參與。他們同時必須具有積極外向、負責任的性格方合資格參加。於在任一年期間，校記除參加培訓班、實習、多媒體工作坊等接受培訓外，更有機會參與星之約會訪談名人。
-